# Kauan on kärsitty
Kauan on kärsitty (pol. Od dawna) – fińska pieśń wojskowa, opowiadająca o udziale Finów w wojnie rosyjsko-tureckiej. W tekście utworu, jest wspomnienie o miejscowości Gornyj Dubnik, gdzie w 1877 rozegrała się batalia, zwycięska dla Rosjan, w której brał udział Fiński Gwardyjski Regiment Strzelców.
Inne tytuły pieśni to Oi kallis kotimaa, Hurraa nyt komppania kotiamme kohti i Suomen kaartin paluumarssi.
W oparciu o melodię pieśni oparto inne pieśni wojskowe:
Vapaussoturin valloituslaulu - pieśń oddziałów Valkoiset z okresu wojny domowej w Finlandii.
Ryssälauma - wersja pieśni z okresu Wojny Zimowej.
Hurra nun zieht unsre Schar nah der Heimat – niemiecka wersja będąca jednocześnie tłumaczeniem pieśni. Trafiła do żołnierzy niemieckich bezpośrednio od Finów podczas II Wojny Światowej.

## Tekst pieśni
| Kauan on kärsitty Kauan on kärsitty vilua ja nälkää Balkanin vuorilla taistellessa Oi kallis kotimaa, Suomi sulo Pohjola ei löydy maata sen armaampaa. Musiikki se pelasi, kun pojat ne marssi Gornij Dubnjakin valleilla Oi kallis kotimaa, Suomi sulo Pohjola, ei löydy maata sen armaampaa. Poikia on haudattuna Balkanin santaan toiselle puolelle Tonavan Oi kallis kotimaa, Suomi sulo Pohjola, ei löydy maata sen armaampaa. Jos ruumiimme kuolee, niin sielumme jääpi perinnöksi armahan syntymämaan. Oi kallis kotimaa, Suomi sulo Pohjola, ei löydy maata sen armaampaa. Hurraa, nyt komppania kotiamme kohti Suomemme suloisille rannoille! Oi kallis kotimaa, Suomi sulo Pohjola, ei löydy maata sen armaampaa. | Vapaussoturin valloitauslaulu Kauan on kärsitty ryssien valtaa Suomen kansan vapautta suojellessa, Ylös pojat Pohjanmaan! Urhot kalliin Karjalan! Jäämit ja Savon miehet rintamahan! Sotahan nyt marssimme kotikulta jääköön Jääkäriveri tässä velvoittaa Ylös veljet valkoiset! Alas ryssät punaiset! Ei auta vihamiestä armahtaa! Voittoja väkeviä saatu jo monta Meillä on Valkoisessa Suomessa Oulu olkoon omamme! Vaasa varsin varmamme! Viipuria vastahan nyt vierimme! Veriset on taistelut takanamme käyty Kuka heitä kaikkia muistaakaan Vaskivesi, Varkaus! Mäntyharjun harppaus! Karjalan kaikkivoipa varjelemus! Hannilan harjuilla pommit ne paukkuu! Raudussa shrapnellit räiskähtelee! Ahvola se ankarin! Soninmäki sankarin! Pullilankin punikit viel' rangaistaan! Tulkohon ryssiä tuhannen tuhatta! Karjalan armeija kestää sen Aika on jo ahdistaa! Punakaartit puhdistaa! Venäläisen verikoiran karkoittaa! Kuolema korkea - sankarin palkka! Urhojen haudoilla hurratahan Ruumis saakoon haavan vaan! Kuulat käykööt kulkuaan! Sielu jääpi perinnöksi syntymämaan. Viaporin linnahan leijonalippu Jukoliste, poijat, me nostetahan! Suomen voimat näytetään! Keinot karskit käytetään! Jääkäriveri tässä velvoittaa! | Hurra nun zieht unsre Schar nah der Heimat Hurra nun zieht unsre Schar nach der Heimat Finnlands schönsten Gefilden zu Nordisches Heimatland Finnland du mein Vaterland Gibt doch kein Land, daß uns so lieb wie du Viel Burschen liegen im Sande des Balkan drüben am fernen Donaustrand Nordisches Heimatland…. Die Musik spielt als die Burschen marschierten bis vor die Wälle von Gorny Dubniak Nordisches Heimatland…. Als auf den Bergen des Balkans wir kämpften Hunger und Kälte so mancher litt Nordisches Heimatland…. Stirbt unser Leib unser Geist bleibt bestehen erben soll ihn unser teures Vaterland Nordisches Heimatland…. |